# Liuva I
Liuva I va ser rei dels visigots entre el juny de 568 fins al 572, aproximadament. Elegit després d'un llarg interregne a la mort d'Atanagild, ben aviat va associar al seu germà Leovigild, que exercí com a rei amb els mateixos drets i que, després de la mort de Liuva, quedà com a únic monarca. Hom considera Liuva el primer representant d'una de les dinasties reials visigodes decisives en la formació del regne de Toledo.

## Orígens
Hom situa el seu origen familiar a la regió de la Septimània o la Gàl·lia Narbonesa, territori que s'havia mantingut en mans dels visigots després de la derrota a Vouillé (507), lloc on residien preferentment els antics llinatges nobles visigots, a més de nobles i militars ostrogots vinculats a Teodoric l'Amal. Segons García Moreno, hi ha la possibilitat que el pare de Liuva fos el militar ostrogot Liuvirit, que potser era parent del mateix Teodoric, que era general de la guarnició de la península entre el 523 i el 526. A més, hi ha indicis que familiars visigots de Liuva encara mantenien posicions de poder a l'Aquitània merovíngia a la segona meitat del segle VI.

## Regnat

### Ascens al tron
A la mort d'Atanagild, el tron va estar vacant durant cinc mesos per causes desconegudes. És evident que el desacord per trobar un successor va ser evident, i a tot això se li uneix la incapacitat fiscal i la feblesa institucional de la monarquia després de la pèrdua total o parcial del tresor reial a Còrdova, reduït pels francs seixanta anys enrere. El període segurament afeblí la monarquia i afavorí que diversos nobles rebels s'establissin com a governants independents.
Finalment, Liuva va aconseguir ser elegit rei, però ben aviat va haver d'associar al poder el seu germà Leovogild, duc de Toledo segons Abadal. Aquesta decisió va succeir el 568 o el 569. La raó principal hauria estat la feblesa del mateix Liuva, que associà el seu germà atorgant-li els mateixos drets, una fórmula que podria interpretar-se com una suposada feblesa de la corona, i una manera de mantenir la continuïtat dinàstica en cas d'una mort inesperada de Liuva. Alhora es va fer un repartiment territorial del regne, Leovigild va quedar-se a Toledo, des d'on controlava l'administració de la cort i els territoris peninsulars, mentre Liuva va regnar des Narbona la regió de la Gàl·lia Narbonesa. Abadal creu que l'associació es feu per no perdre la corona i perquè, a més, probablement Leovigild, establert a Toledo, era el guardador del tresor reial. El que sí se sap es que Leovigild, de forma simultània, va casar-se amb Gosvinda, la vídua d'Atanagild, probablement per guanyar-se el favor de la facció del rei difunt.

### Amenaça exterior
En qualsevol cas, la situació era complicada i no sembla que Liuva escollís la Narbonesa cercant un lloc pacífic on exercir el seu poder i deixar a Leovigild la feixuga tasca de restaurar el poder reial a Hispània. Segons l'opinió de Thompson, Liuva va governar una Septimània molt amenaçada des de l'exterior. Els reis merovingis Sigebert i Guntram tenien exèrcits a Arle i els seus voltants. El 569 es va perdre a Arle després d'un setge i una batalla contra Guntram, que va derrotar les tropes de Liuva i va capturar la ciutat. En aquest sentit, davant de la confusió general, és possible que Liuva hagués pensat que calia una vigilància acurada a Septimània, de la mateixa forma que a qualsevol regió al sud dels Pirineus.

### Successió
Poc després va morir de forma prematura, però es desconeix la data exacta del succés. Generalment s'acostuma a dir que va morir l'any 572, si bé les fonts històriques difereixen en la datació. Isidor de Sevilla diu que el seu regnat va tenir una duració de tres anys, mentre Joan de Biclar la situa en el cinquè any de regnat de Leovigild. Roger Collins situa la seva mort en una data indeterminada entre el 571 i el 573. Es desconeix perquè no va tenir descendència que el succeís, encara que sí va assegurar la continuació de la seva dinastia, perquè a la seva mort va quedar com a únic monarca el seu germà Leovigild, un fet que sembla que no va ser discutit per ningú.